# Szent Suitbert

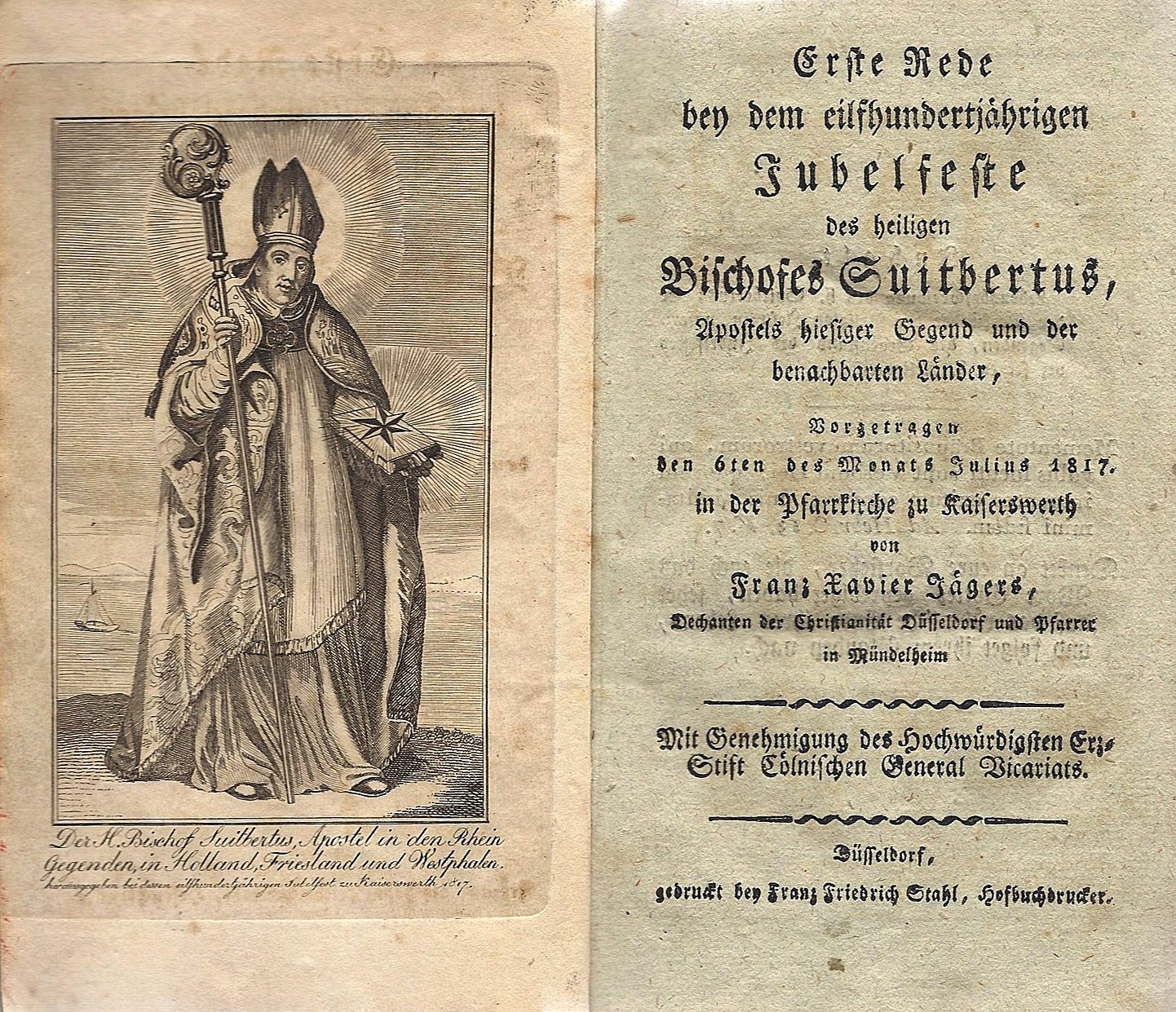
Kiadvány Suitbert halálának 1100 éves jubilleumi ünnepsége alkalmából

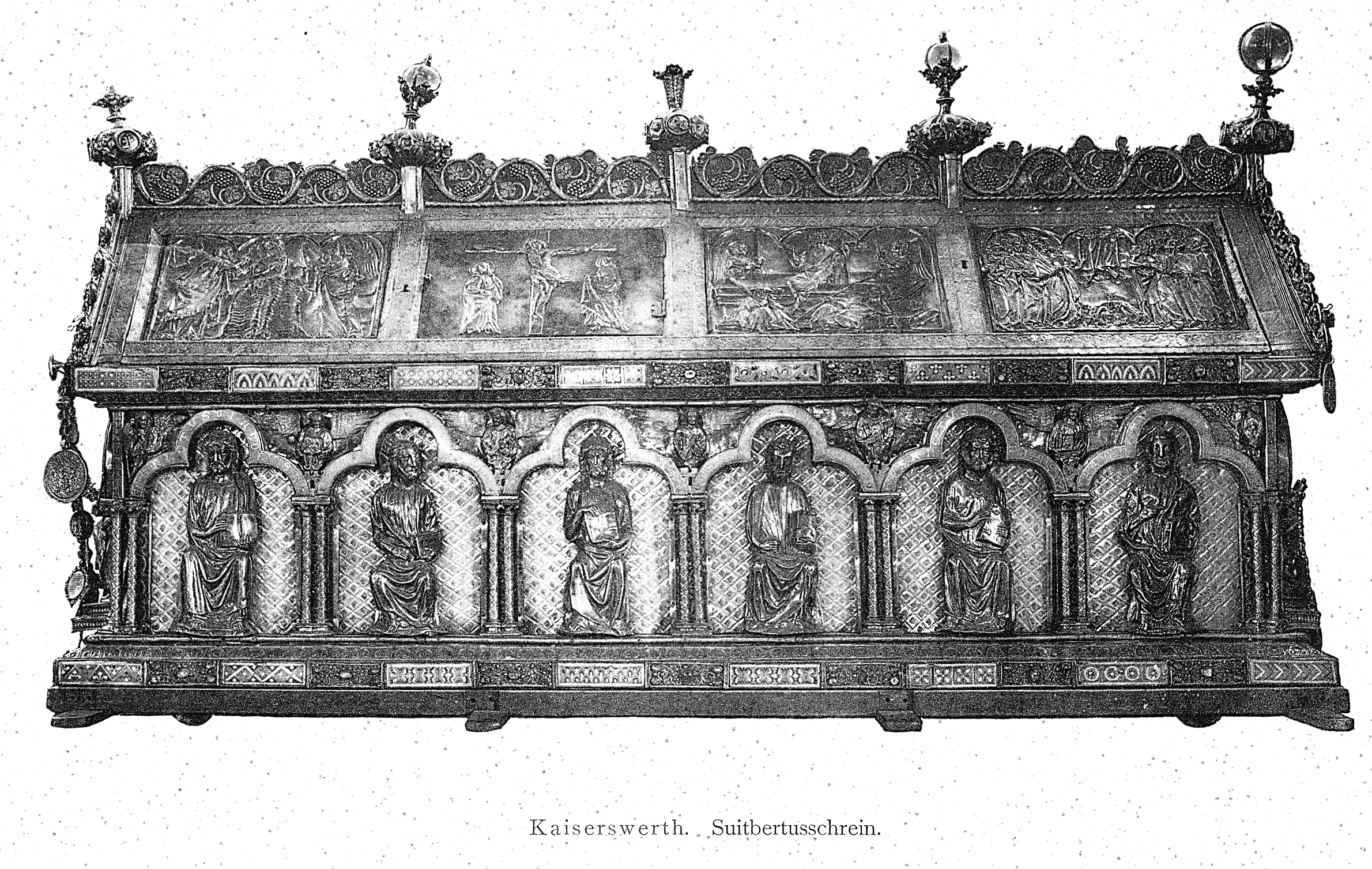
Ereklytartólya

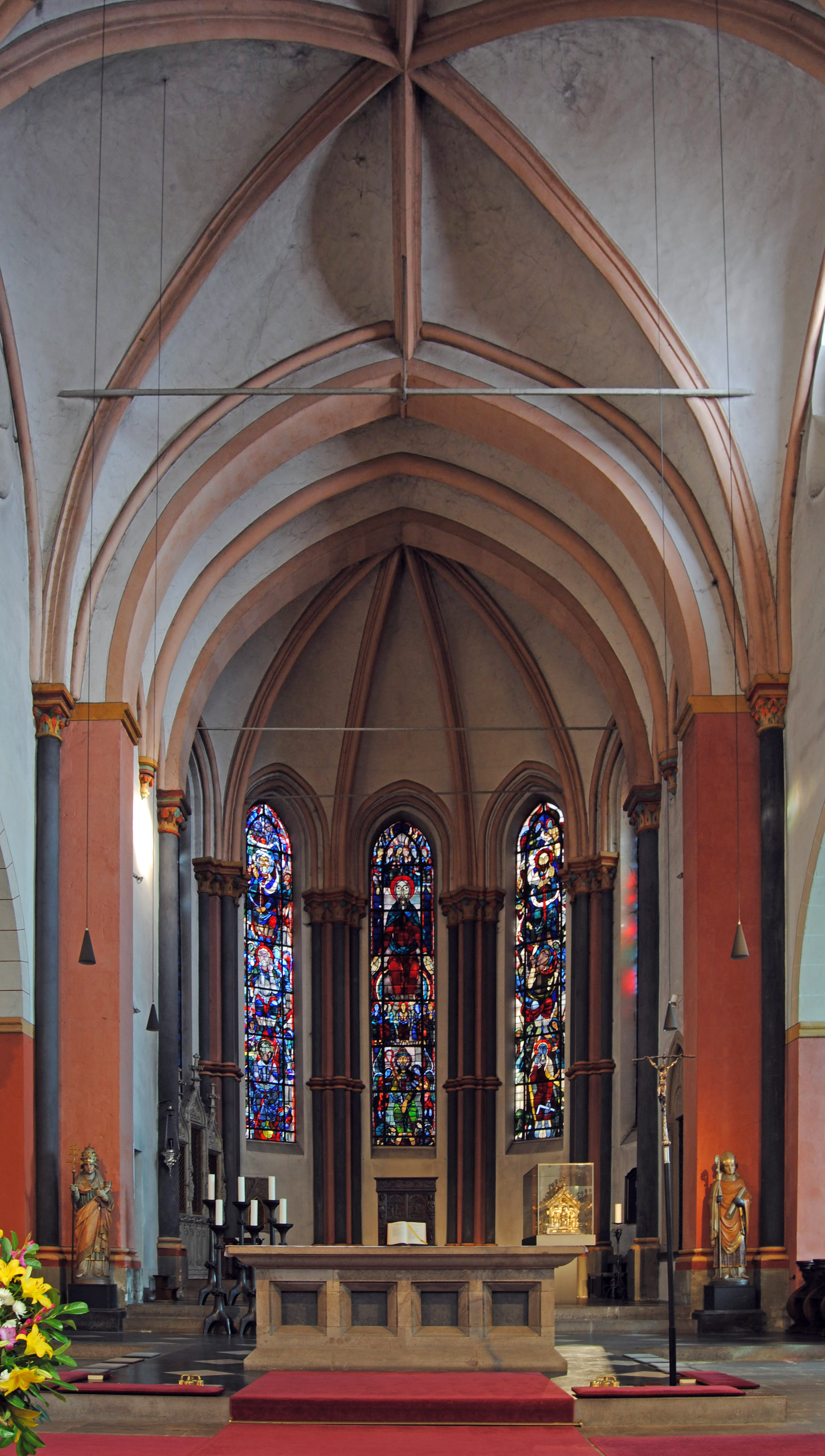
A kaiserswerthi templom főoltára, az ereklyetartó az apszis jobb oldalán látható

Szent Suitbert vagy Szent Swidbert (637, Northumbria – 713. március, Kaiserswerth, Austrasia, Frank Birodalom) angolszász származású misszióspüspök, hitvalló, térítőpap. A kaiserswerthi kolostor (ma a róla elnevezett plébániatemplom) alapítója és első apátja.

## Élete
Suitbert Northumbriában született egy előkelő angolszász család gyermekeként. 1500 körül megjelent legendája szerint szüleinek egy csillag jelent meg és jelezte előre fiuk születését és későbbi missziós tevékenységét, ezért Suitbertet általában egy csillaggal együtt ábrázolják.
Eleinte a mai Milford (Carlow megye, Írország) közelében lévő Rath Melsigi kolostorban élt. Ez a kolostor volt az angolszász területekről a kontinensre induló missziók egyik kiindulópontja, vezetője Szent Ecgberht, Szent Boisil tanítványa, későbbi Riponi püspök volt. Ecgberht 680-ban elküldte Szent Wigbertet a Fríz Királyságba, hogy térítse meg az ottani pogányokat, de Redbad fríz király megakadályozta ezt. 690-ben újabb misszió indult Szent Willibrord vezetésével, melyben Suitbert is részt vett. A Rajna torkolatánál értek partot, majd Utrechtbe mentek, ahol missziósközpontot hoztak létre. Suitbert főként a mai Észak-Brabant és Gelderland területén tevékenykedett.
692-ben II. Pipin frank herceg, aki ekkor egyszerre volt Austrasia, Neustria és Burgundia majordomusa, Durstede közelében legyőzte Redbad seregeit és a Fríz Királyságot a Frank Birodalomhoz csatolta. Jelentősen támogatta a kereszténység elterjesztését Frízföldön és az egyházszervezet kiépítését. Ezért Willibrordot Rómába küldte, ahol a Trastavere-i Szent Cecília bazilikában I. Szent Szergiusz pápa Utrecht első püspökévé szentelte.
Suitbert visszatért Angliába, ahol I. Wilfrid yorki püspök (a Canterbury érseki pozíció ekkor betöltetlen) egyházmegye nélküli misszióspüspökké szentelte. Nem sokkal később visszatért a kontinensre, ahol a Ruhr és a Lippe folyók vidékén élő bructerusokat térítette meg. 700 körül, felesége, Plektrudis kérésére II. Pipin a Rajna egy csendes szigetét (a folyó szabályozása miatt ma már nem sziget), a későbbi Kaiserswerthet adományozta az idősödő püspöknek. Suitbert a szigeten monostort alapított és itt töltötte utolsó éveit. 713 márciusában, feltehetően 1-én hunyt el.
810-ben III. Szent Leó pápa vélhetően Nagy Károly frank uralkodó nyomására szentté avatta.

## Tisztelete
- Szent Radbod utrechti püspök az emlékére írta a Carmen allegoricum de Suitbertus című éneket.
- A ma Gelderlandhoz tartozó Batávia régióban egyházkerületet neveztek el róla, melnyek központja a Geldermalseni Szent Suitbert plébániatemplom.
- 1626-ban újrafelfedezett ereklyéit a templom szentélyében őrzik, a megtalálás napja (szeptember 4.) azóta ünnepnap, melyen körmenetet tartanak.
- Emléknapja március 1. (a protestáns felekezeteknél szökőévekben február 29.)

### Szent Suitbert templomok

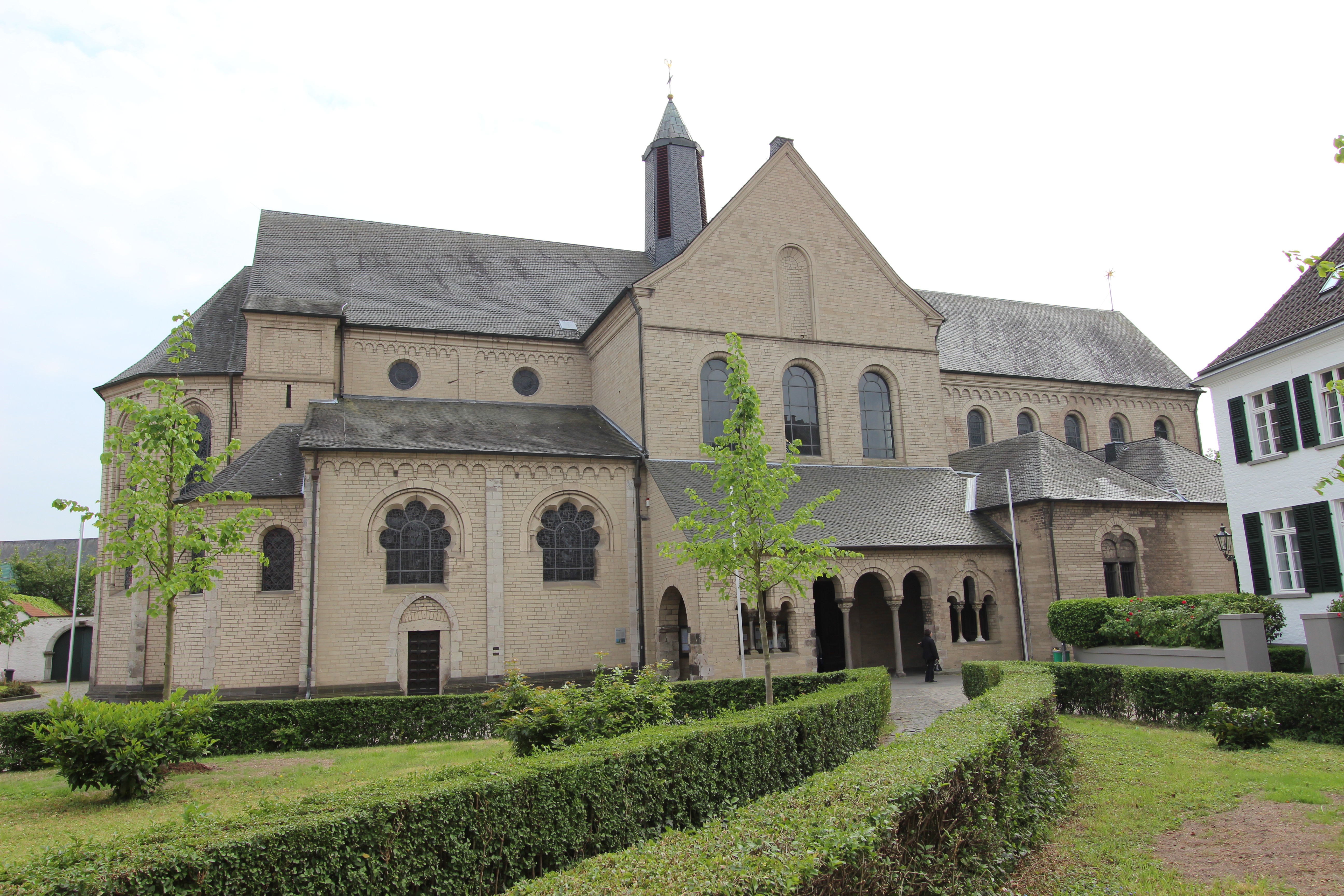
Kaiserswerth

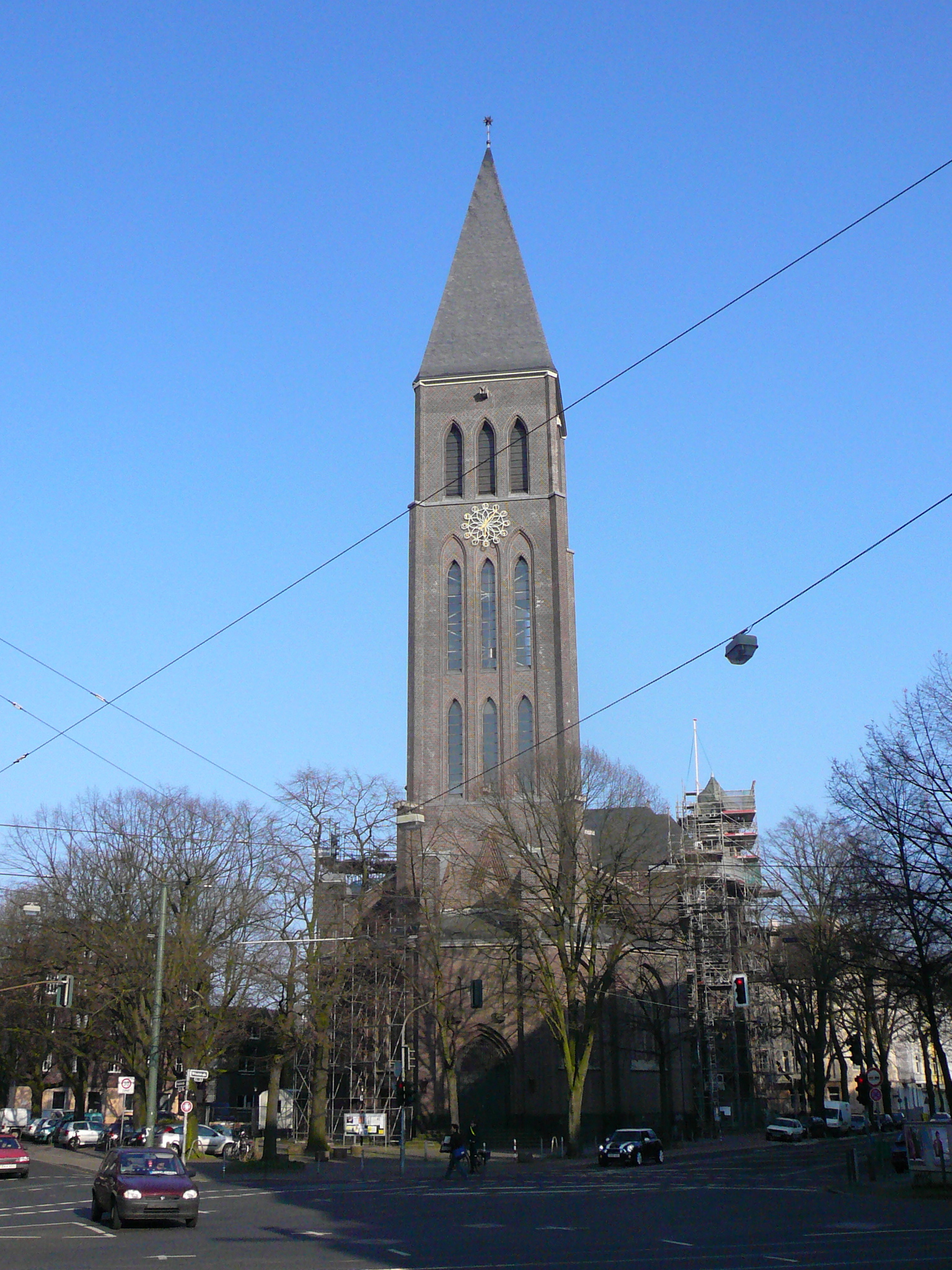
Düsseldorf-Bilk
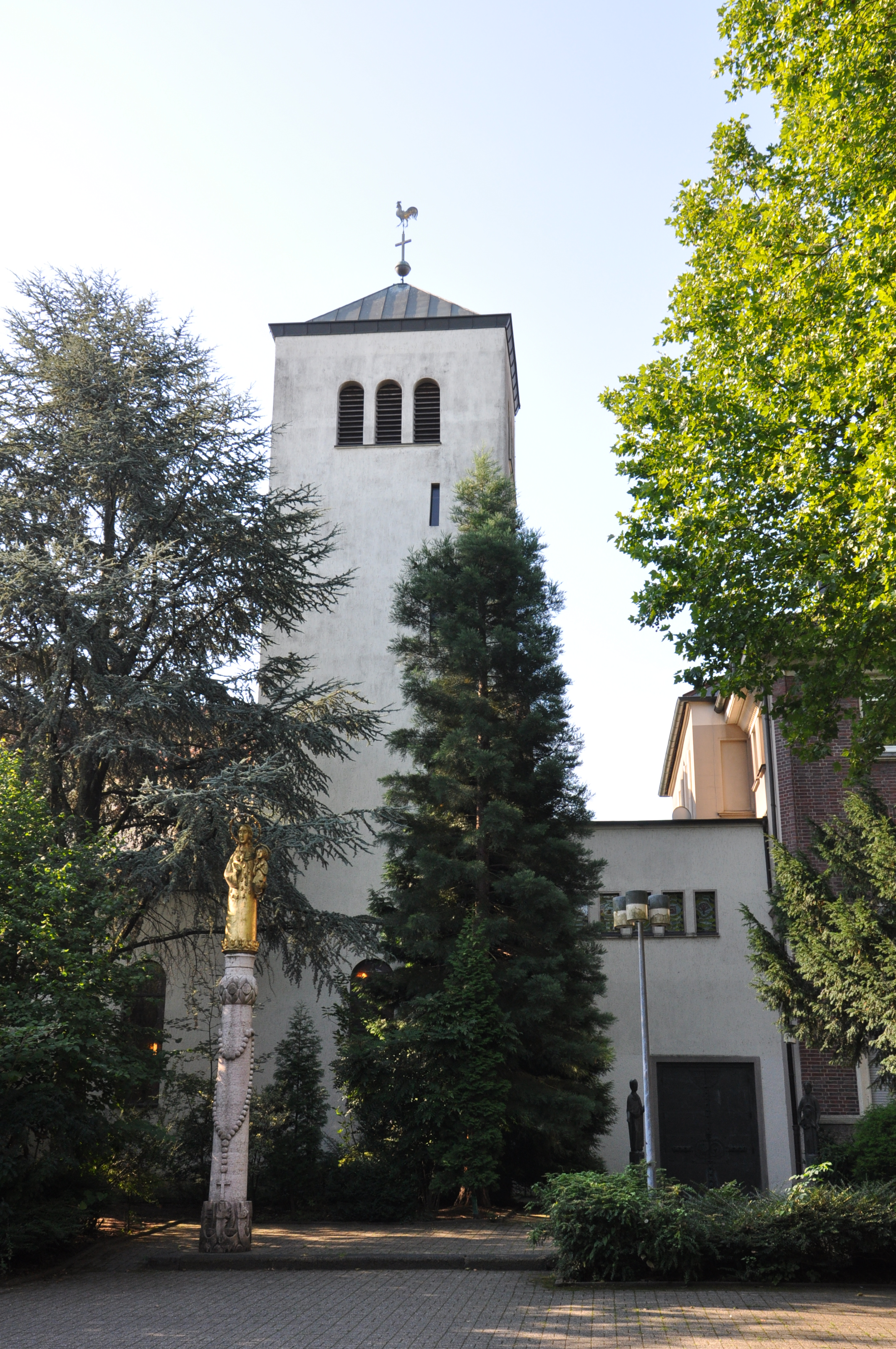
Dortmund
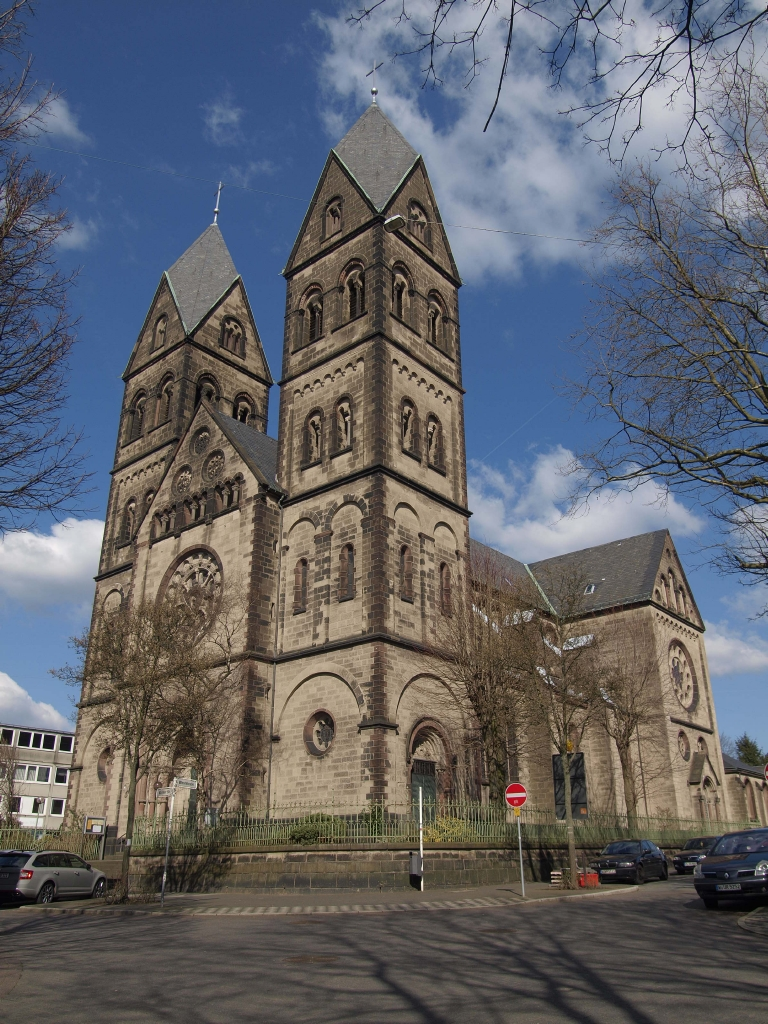
Wuppertal
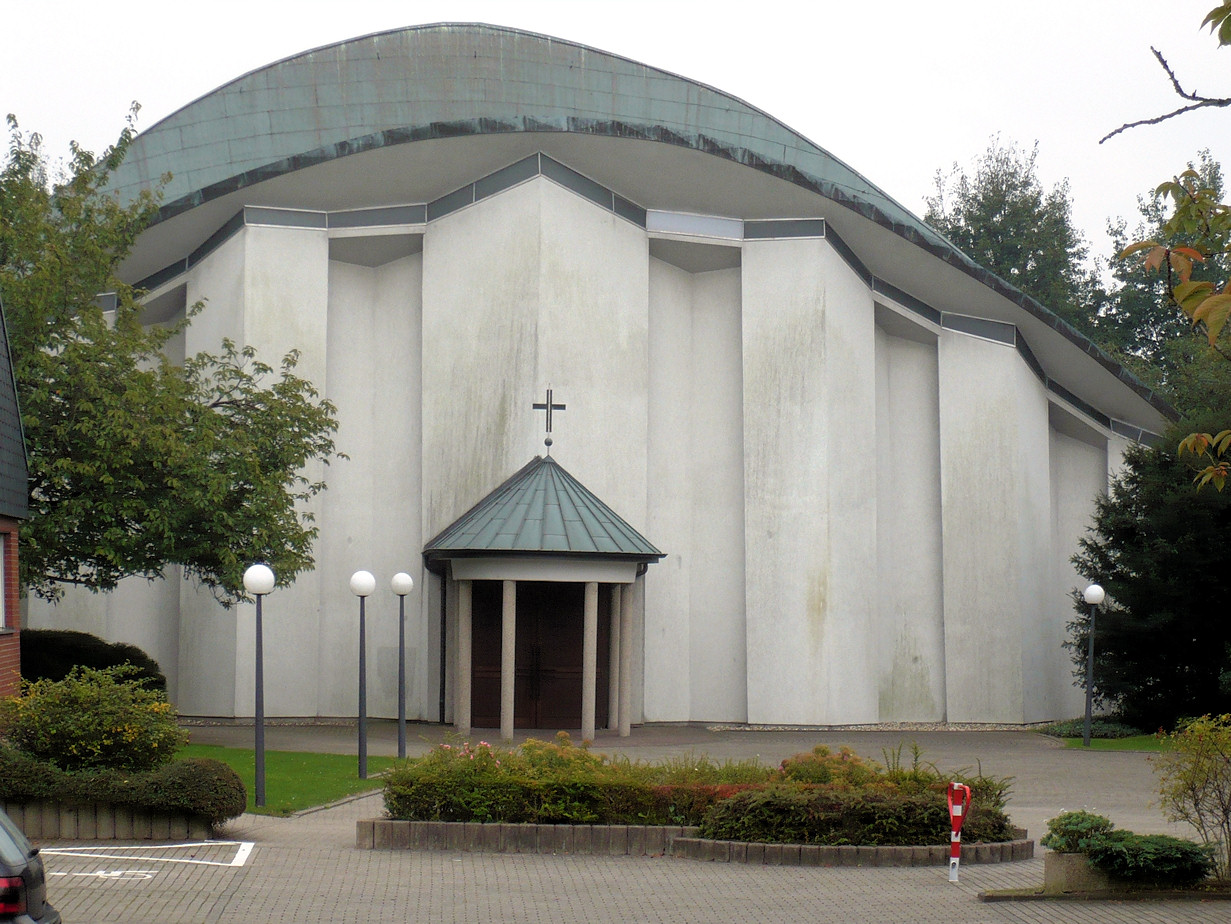
Essen
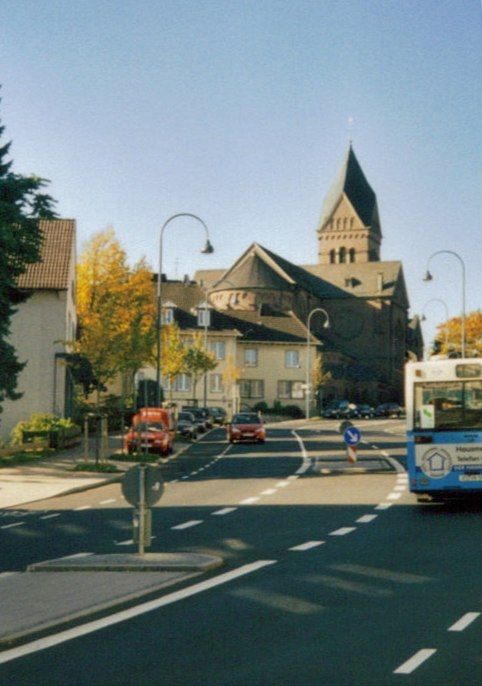
Remscheid
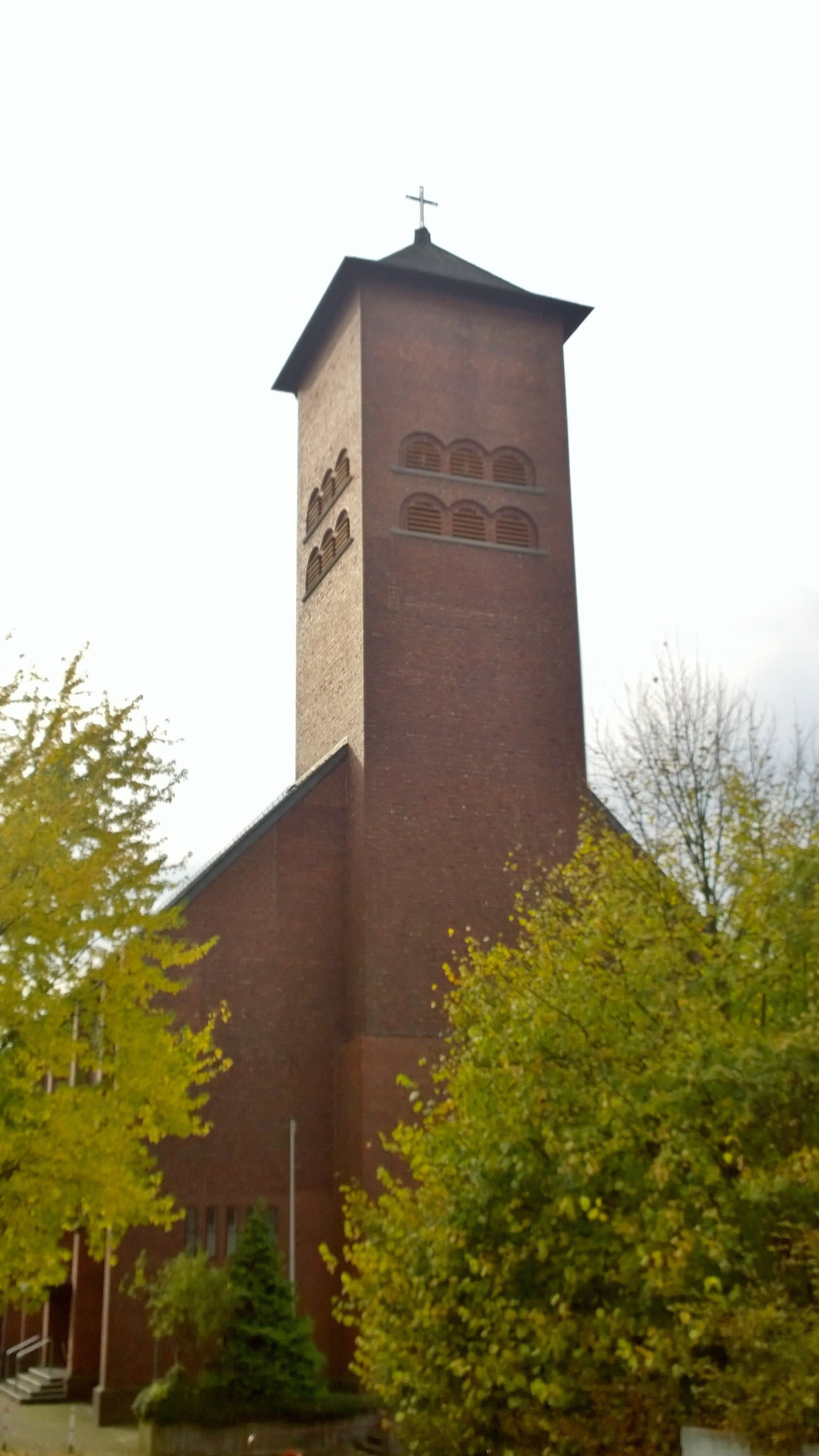
Solingen
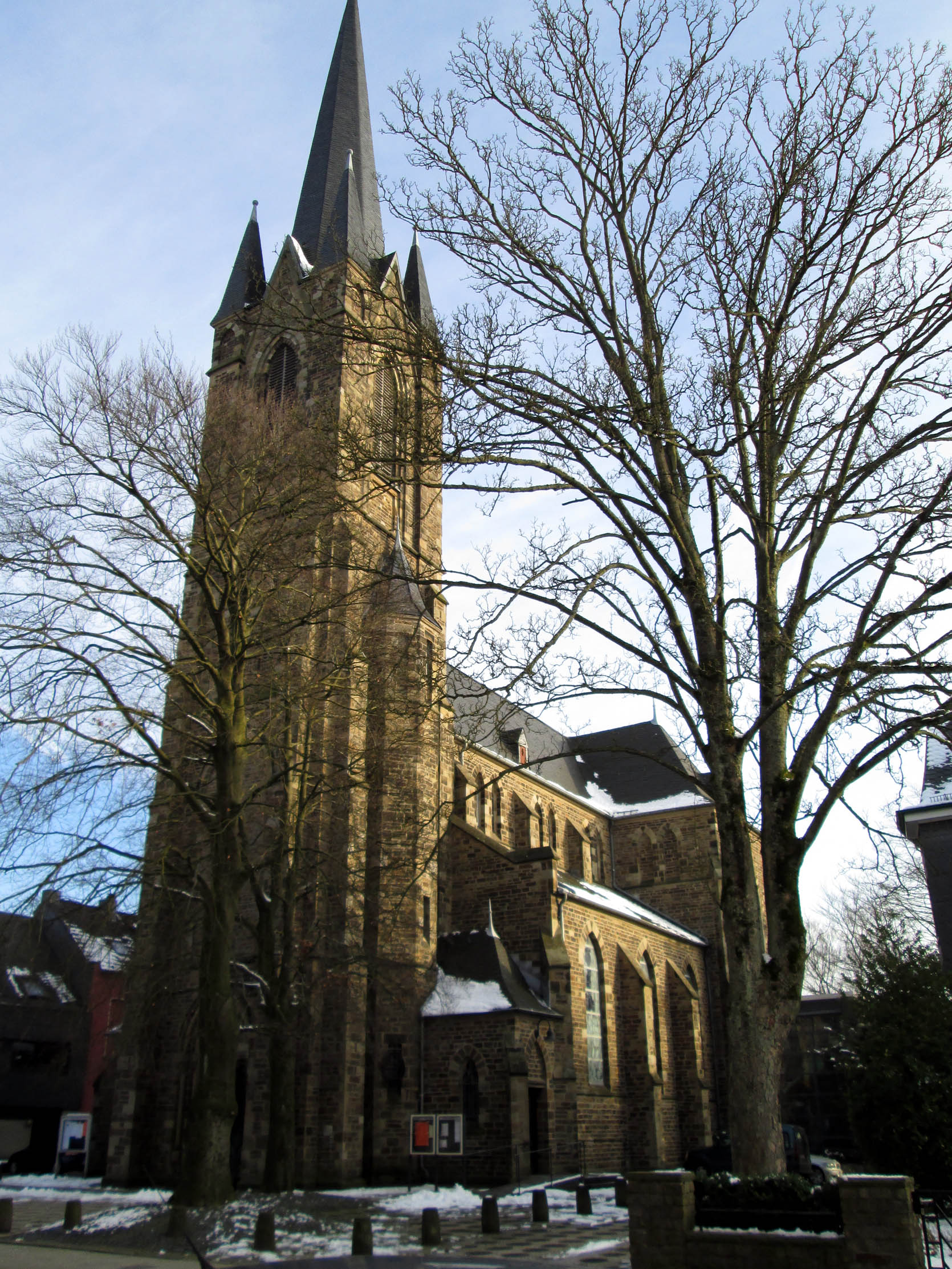
Heiligenhaus
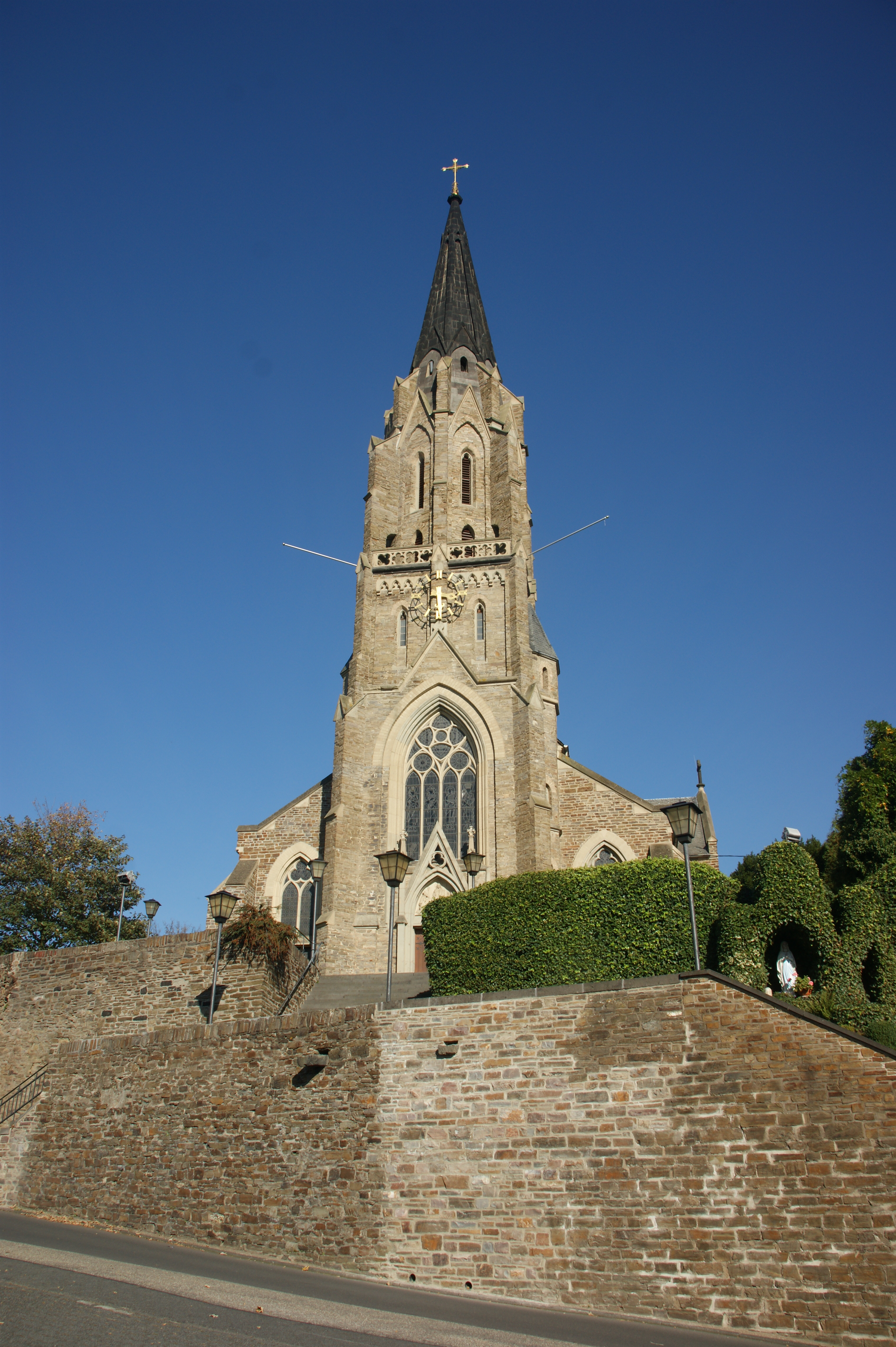
Rheinbrohl
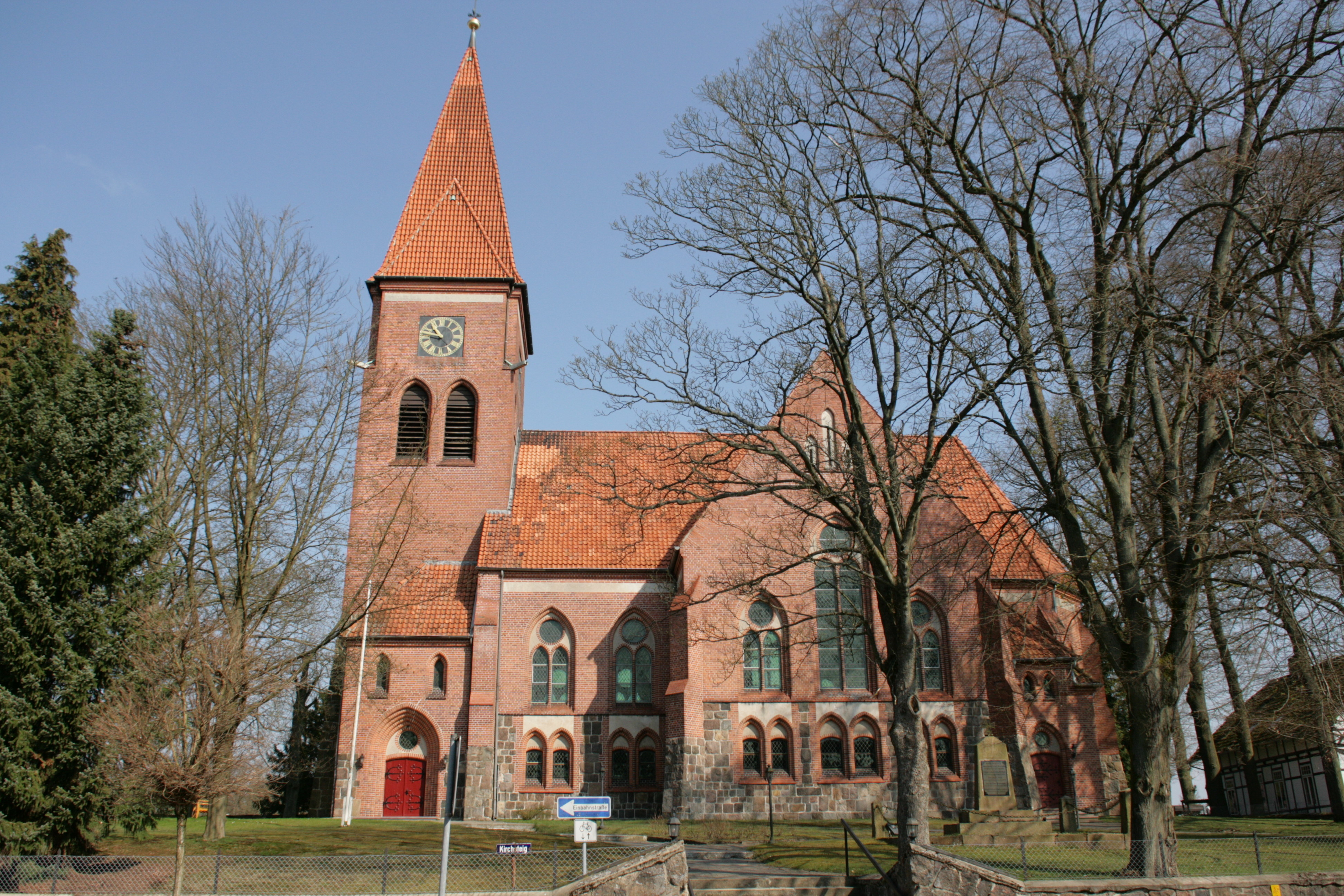
Wriedel
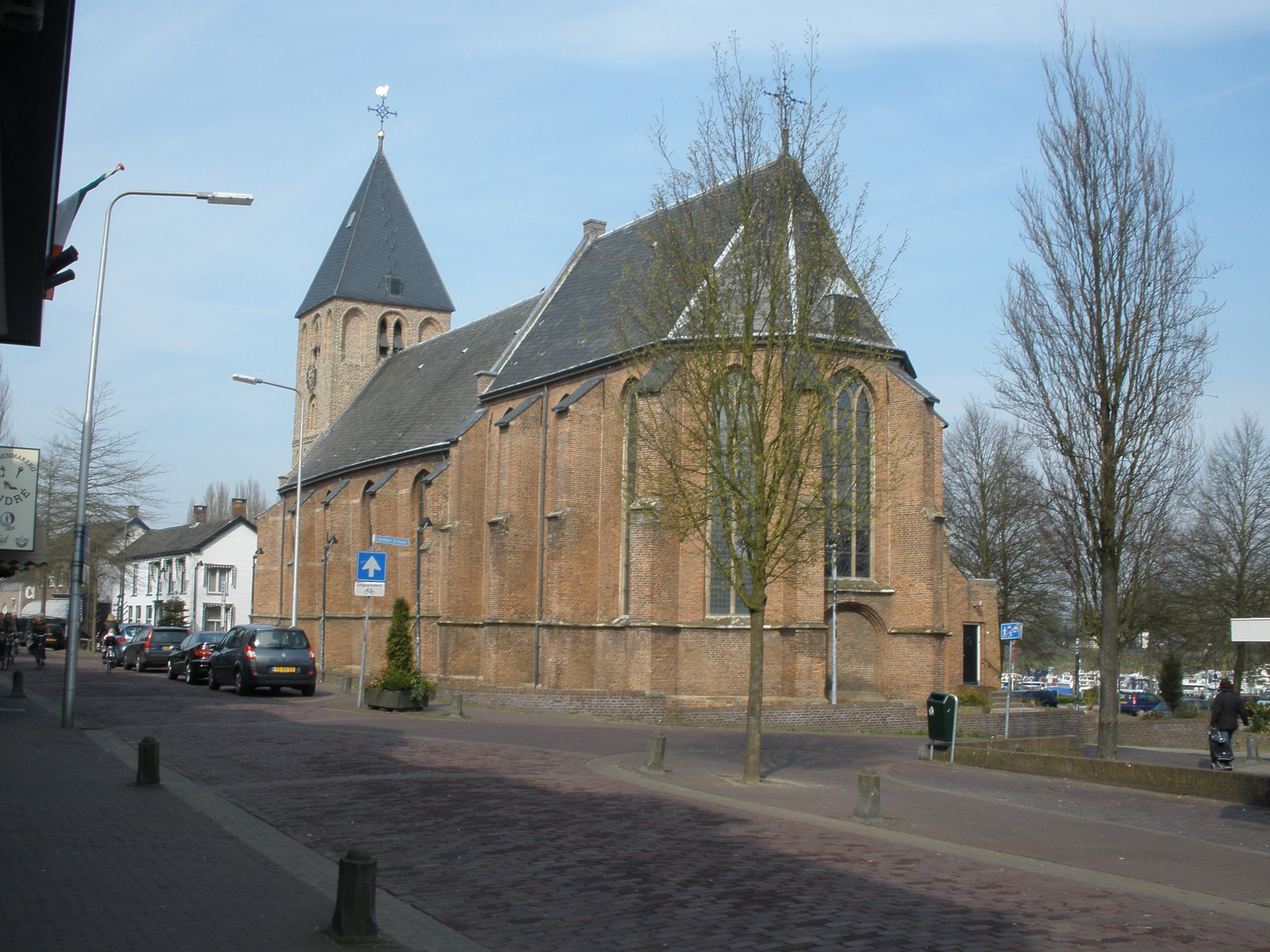
Geldermalsen

## Fordítás
- Ez a szócikk részben vagy egészben a Suitbert of Kaiserswerdt című angol Wikipédia-szócikk ezen változatának fordításán alapul.  Az eredeti cikk szerkesztőit annak laptörténete sorolja fel. Ez a jelzés csupán a megfogalmazás eredetét és a szerzői jogokat jelzi, nem szolgál a cikkben szereplő információk forrásmegjelöléseként.